# Insulele Kamennîi
Insulele Kamennîi (în rusă Каменные острова, Kamennîe Ostrova, cu sensul „Insulele de piatră”) sunt un grup de trei insule din delta râului Neva, care sunt incluse în teritoriul orașului Sankt Petersburg din Rusia.

## Geografie
Cele trei insule au o suprafață plană și sunt separate de canale, având poduri care le leagă între ele, precum și de malurile Nevei. Insulele Kamennîi fac parte din orașul Sankt Petersburg

### Insula Kamennîi
Insula Kamennîi (în rusă Каменный остров, cu sensul „Insula de piatră”) are o suprafață de 1,06 km2 și este cea mai estică insulă, dând numele său întregului grup. În perioada sovietică a fost redenumită „Insula muncitorilor” (în rusă остров Трудящихся). Din acea epocă și până în prezent se află pe insula Kamennîi o serie de reședințe guvernamentale.

### Insula Elaghin
Insula Elaghin (în rusă Елагин остров) se află în zona de centru/nord a grupului de insule. Aici este situat Palatul Elaghin.

### Insula Krestovski
Insula Krestovski (în rusă Крестовский остров) este cea mai vestică și cea mai mare insulă din grup.

## Istoria insulei Kamennîi
Petru cel Mare i-a făcut cadou insula Kamennîi contelui Gavriil Golovkin, cancelar al Imperiului Rus. După ce familia acestuia a căzut în dizgrație, insula a ajuns la succesorul său, contele Aleksei Petrovici Bestujev-Riumin. Un deceniu mai târziu, împărăteasa Elisabeta i-a acordat-o viitorului țar Petru al III-lea al Rusiei.
În cursul secolului al XIX-lea insula Kamennîi a fost locul în care nobilimea și regalitatea rusă a construit reședințe de vară  („dacea”). În partea cea mai estică a insulei se află Palatul Kamennoostrovski, construit de către Georg von Veldten pentru Pavel I, și biserica neogotică a Sfântului Ioan de Ierusalim (1776-1781) construită în cinstea victoriei de la Çeșme și frecventată de Aleksandr Pușkin în timpul șederii sale la o „dacea” de pe insula Kamennîi. O parte din ultimele poezii ale lui Pușkin, inclusiv versiunea sa după Exegi monumentum, datează din acea perioadă.
În partea de vest se află un parc cu numeroase conace de la începutul secolului al XX-lea, precum și unele dintre cele mai moderniste construcții din oraș: conacul Shene (Skvoznoi Proezd nr. 3), conacul Follenweider (Bolșaia Alleia nr. 13) și conacul Meltzer (Polevaia Alleia nr. 8). Dacea Polovțov (1911-1913), cu interioare somptuoase, este o bijuterie a arhitecturii neoclasice din secolul al XX-lea. 
|  |  |

## Legături externe
- Views of Kamenny Island
- View of Kamennoostrovsky Palace
- Dachas of Kamenny Island
- History of architecture